# تشارلز-ألفرد ديسغاردين
تشارلز-ألفرد ديسغاردين هو سياسي كندي، ولد في 26 يناير 1846 في كاموراسكا في كندا، وتوفي في 6 سبتمبر 1934. نشط حزبياً في Conservative Party of Quebec (historical) ‏. وقد انتخب عضو الجمعية الوطنية في كيبك ‏.